# پسران نیکل
پسران نیکل (به انگلیسی: The Nickel Boys) نام اثر رمان‌نویس آمریکایی، کلسن وایتهد است که برای اولین بار در سال ۲۰۱۹ در نیویورک منتشر شد. این رمان بر اساس داستان واقعی یک کانون اصلاح و تربیت به نام مدرسه پسرانه آرتور جی. دوزیر در ایالت فلوریدا بیش از یک قرن (از سال ۱۹۰۰ تا ۲۰۱۱) فعالیت داشت، نوشته شده‌است. این کتاب به عنوان یکی از بهترین کتاب‌های تایم در این دهه انتخاب شد.
این رمان روایت زندگی پسر سیاه‌پوستی به نام الوود کورتیس، شخصیت اصلی داستان است که در اوایل دهه ۱۹۶۰ به همراه مادربزرگش به نام هریت در فلوریدا زندگی می‌کند و ناعادلانه به جرم سرقت اتومبیل محکوم شد و به آکادمی نیکل فرستاده می‌شود.

## جوایز و افتخارات
- ۲۰۱۹ برنده جایزه کرکوس[۶]
- ۲۰۱۹ نامزد جایزه ملی حلقه منتقدان کتاب در بخش داستان[۷]
- ۲۰۱۹ نامزد جایزه ملی کتاب در بخش داستان[۸]
- ۲۰۲۰ برنده جایزه جرج اورول در بخش داستان سیاسی[۹]
- ۲۰۲۰ برنده جوایز الکس[۱۰]
- ۲۰۲۰ برنده جایزه پولیتزر برای داستان[۱۱]
- ۲۰۲۰ نامزد جایزه Audie برای بهترین راوی مرد[۱۲]

## ترجمه به فارسی
- عنوان: پسران نیکل؛ ترجمه سعید کلاتی. (تهران: نشر گویا: کتاب کنج، ۱۳۹۹) شابک: ۹۷۸۶۲۲۶۵۲۸۶۰۳[۱۳]
- عنوان: پسران نیکل؛ ترجمه غلامرضا صراف. (تهران: انتشارات خوب، ۱۳۹۹) شابک: ۹۷۸۶۲۲۶۹۸۳۰۶۸[۱۴]
- عنوان: پسران نیکل؛ ترجمه مهدی احشمه. (تهران: انتشارات روزگار، ۱۳۹۹) شابک: ۹۷۸۶۲۲۲۳۳۰۹۳۴[۱۵]
- عنوان: پسران نیکل؛ ترجمه سارا کریمی. (تهران: نشر علمی: آسونه، ۱۳۹۹) شابک: ۹۷۸۹۶۴۴۰۴۴۶۷۰[۱۶]